# 犀川事件
犀川事件（さいがわじけん）は、岐阜県南西部を流れる犀川をめぐる事件。
犀川の河川改修をめぐって反対住民と警察などの衝突が発生した1929年（昭和4年）の「第1次犀川事件」と、豪雨による犀川の水位調整樋門の開閉をめぐって住民が対立した1936年（昭和11年）の「第2次犀川事件」の2つの事件がある。第1次犀川事件は犀川騒擾事件（さいがわそうじょうじけん）とも呼称される。
なお、以下の本文中では事件当時の自治体名での記載を基本とし、必要に応じて現自治体名を括弧書きで付することとする。

## 犀川事件以前の状況
犀川の流域であった本巣郡南部にある穂積村・牛牧村・鷺田村（現・本巣市）の周辺地域では、根尾川扇状地末端部に端を発する犀川・五六川・中川・天王川といった主要な河川が全て長良川へと合流していた。中でも犀川の排水は悪く水害常襲地帯となっていたため周辺には輪中が形成されていたが、1752年（宝暦2年）の宝暦治水の影響で長良川の水位が上昇するとさらに悪化した。また、古くから周辺地域の遊水地としての役割を担っていた五六川周辺には長らく堤防が存在せず、長良川からの逆水による被害が増えたために1757年（宝暦7年）に被害を防ぐための牛牧閘門が築かれたが、抜本的な解決とはならなかった。
犀川流域の悪水問題を解決する河川改修の構想は、1735年（享保20年）から1737年（元文2年）に美濃郡代を務めた井沢弥惣兵衛による案が最古だとされる。この案を元に1700年代中頃以降に墨俣輪中など犀川南側の輪中を縦断する新川を開削して、五六川や犀川の悪水を大榑川へと放水する計画が作成されるが、新川開削によって悪影響を被る可能性があった墨俣輪中などの反対を受けて実現には至らなかった。以後も数度にわたって犀川から南部への放水路計画が登場するがいずれも犀川南側の輪中の反対により実現せず、改修工事は犀川と長良川との合流点付近の改修に留まった。
明治に入ると犀川南側の安八郡周辺では、1887年（明治20年）から1912年（明治45年）の木曽三川分流工事によって牧輪中を縦断するように揖斐川が通され、長良川・揖斐川に連続堤防が築かれたことで中須川・中村川が締め切られた。一方で犀川北側の本巣郡周辺では分流工事では大規模な改修工事は行われず、濃尾地震の復興工事として五六川との合流点および長良川への合流点の改修が行われたものの抜本的な解決とは言えず、木曽川上流改修工事が着工された1921年（大正10年）ごろから犀川改修実現に向けての運動が活発になる。

## 第1次犀川事件

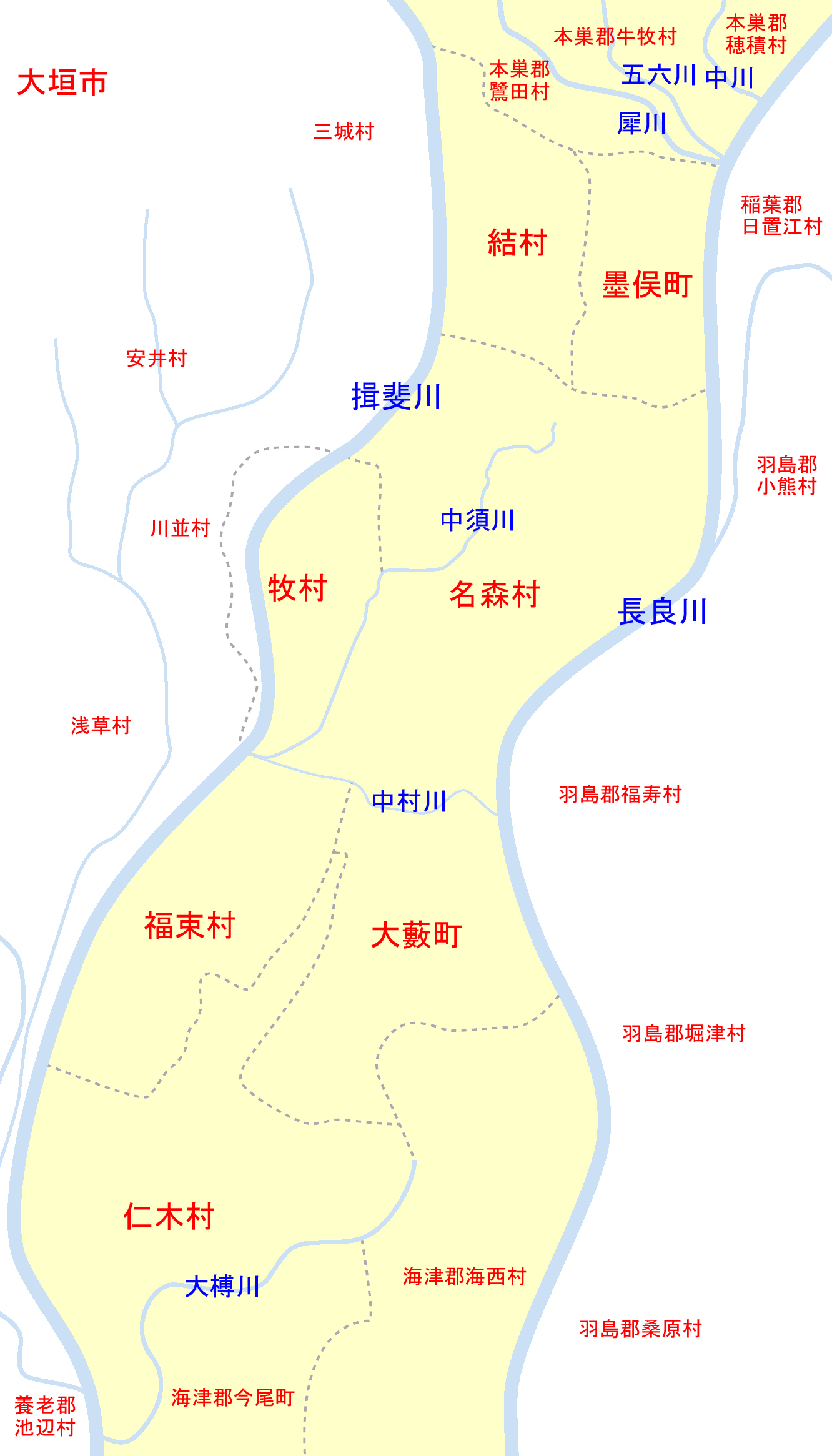
第1次犀川事件当時の関係自治体の位置関係図。郡の記載がない町村は全て安八郡。町村境はおおよその位置。

事件当時、安八郡のうち長良川と揖斐川の間の地域には以下の7町村が存在した。以下、本項中では「安八郡7町村」と呼称する。
- 墨俣町（現・大垣市） : 墨俣輪中東部の地域
- 結村（現・安八町） : 墨俣輪中西部の地域
- 名森村（現・安八町） : 北今ケ淵輪中・大明神輪中・森部輪中・中村輪中・中須輪中の地域
- 牧村（現・安八町） : 牧輪中東部の地域
- 大薮町（現・輪之内町） : 福束輪中東部の地域
- 福束村（現・輪之内町） : 福束輪中北西部の地域
- 仁木村（現・輪之内町） : 福束輪中南西部の地域

### 事件以前
犀川などの内水被害に苦しむ本巣郡諸村は1922年（大正11年）に、安八郡7町村に対して犀川から南側に放水路を整備することについての協力を申し出る。1923年（大正12年）12月には岐阜県から安八郡の3つの水防組合に対して犀川改修についての諮問が行われるが、各組合はいずれも「絶対反対」と答申するとともに、代表者を送って反対の陳情を繰り返した。
岐阜県は農林省に工事の実施を依頼し、1925年（大正14年）に農林省が実施視察のために現地を訪れるが、名森村長・鈴木淳一らの代表者が事業の中止を求める。しかし内務省直轄の工事となったため、1928年（昭和3年）4月の臨時帝国議会で工事を木曽三川上流改修の一環として行うための測量の予算が議決されるなど、住民の同意を得ぬまま工事の準備は進められた。
なお、改修計画の内容は本巣郡諸村と安八郡7町村の協議の中で以下の順に変更されたが、いずれも和解には至らなかった。
1. 墨俣町・結村の境界付近で犀川を切落し、名森村・大薮町・仁木村の中央を通して、海津郡今尾町（現・海津市平田町今尾）付近で揖斐川に合流させる。
2. 墨俣町・結村の境界付近で犀川を切落し、名森村・大薮町の中央を通して、海津郡海西村旗長（現・海津市平田町旗長）付近で長良川に合流させる。
3. 墨俣町・結村の境界付近で犀川を切落し、名森村の中央を通して、大薮町との境目付近で長良川に合流させる。

### 事件当日
帝国議会での決議を機に反対運動の機運が高まるが、要望は聞き入れられなかった。
1929年（昭和4年）1月7日、安八郡7町村の町村長は揃って抗議のために岐阜県庁を訪れ、反対派の安八郡の住民3000人も集結した。町村長は県知事に辞表を提出し、各役場の全職員40人あまりもこれに従ったが、岐阜県は町長などを代行する事務管掌者を決定したことで住民側は反発を強めた。
1月8日の朝。大垣警察署では警察官が非常招集され取締りの打ち合わせが行われるが、一方で名森村では名森小学校に集まった村民が対策を協議していた。午後になって岐阜県から任命された事務管掌者は警察官の警固のもとで各役場へと赴任するが、名森村役場では施錠してあった役場に無断で立ち入ったことで村民が激昂する。19時過ぎ、役場に残った警察官4人と村民40～50人によって、備品の投げ合いなどに発展して警察官が負傷する。これを皮切りに役場付近の村民が半鐘を鳴らし、21時ごろには役場前に200～300人ほどの村民が集まり、対して役場に通ずる道に非常線を張った警察官は100人ほどとなる。罵声などが飛び交い騒然となるが、大垣警察署長と村会議員15人の会見により、大垣警察署長が村民の負傷者を見舞うことで意見が一致し、23時ごろに大垣警察署長らは派出所へと引き揚げる。
日付が変わって1月9日未明の1時30分ごろ。大垣警察署長と代表者は再び会談し、警察官が引き揚げたら村民も解散することで合意するが、大垣警察署長が村民に対して説諭するが不承となる。3時ごろまでに集まった村民は1500～1600人に達し、警察官は岐阜県警察部や岐阜警察署などから200名ほどが到着した。6時ごろに岐阜県警察部によって大垣警察に引揚げ指示があり、大垣警察は警察官を引揚げさせるが道中で包囲されたり罵声を浴びせられる自体が発生し、岐阜県警察部は第3次動員命令を発して警察官は900人に達する。10時ごろ岐阜県内務部は陸軍省に軍隊の派遣を要請し、14時30分までに憲兵220人が到着して警戒体制に入った。これを受けて村民の代表者らは事態の解決について協議し、集まった村民らに解散を指示した。
1月10日の午後から警官隊が出動して関係者の拘束が始まった。こうした中、1月11日には住民代表が県庁を訪問して県知事と会談、県当局から河川改修の再検討する回答を得ることを成功するが、警察当局による取り調べは続き、1月14日早朝時点で累計140人が検挙された。1月17日までに町村・県関係者、代議士らが調整を行い、1月7日に辞任した各町村の首長の代理および収入役の代理が決定、翌日以降に自治体業務は回復した。

### 事件以後

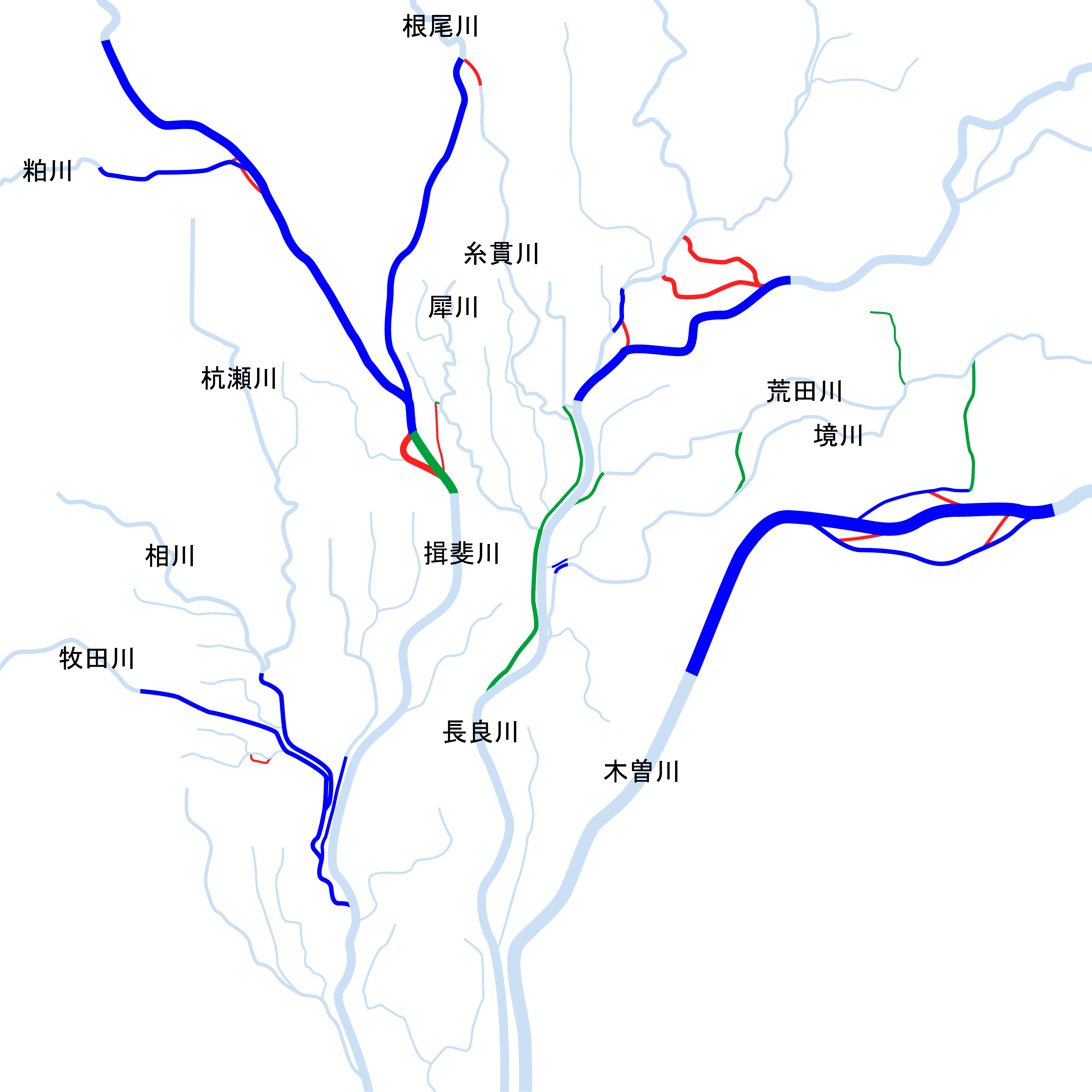
木曽川上流改修工事前後の河道比較。青線部が拡幅・線形改善などが行われた箇所、緑線部が新規開削箇所、赤線部が廃川など。

この事件を契機として、下流域への影響を最小限に抑えるために改修計画は大きく見直された。変更後の工事計画では、長良川へと合流点を堰き止めて長良川沿いに新川を開削し、墨俣町・名森村を経て、大薮町付近で長良川に合流させるというものであった。新たな計画は1930年（昭和5年）8月20日に岐阜県庁にて安八郡7町村の代表者に伝えられ、11月5日に起工、1936年（昭和11年）6月4日に新犀川が完成した。
なお、この事件による検挙者は47人にのぼった。名森村役場跡（現安八町氷取）には、この事件を後世に伝えるための「犀川事件碑」が建立されている。

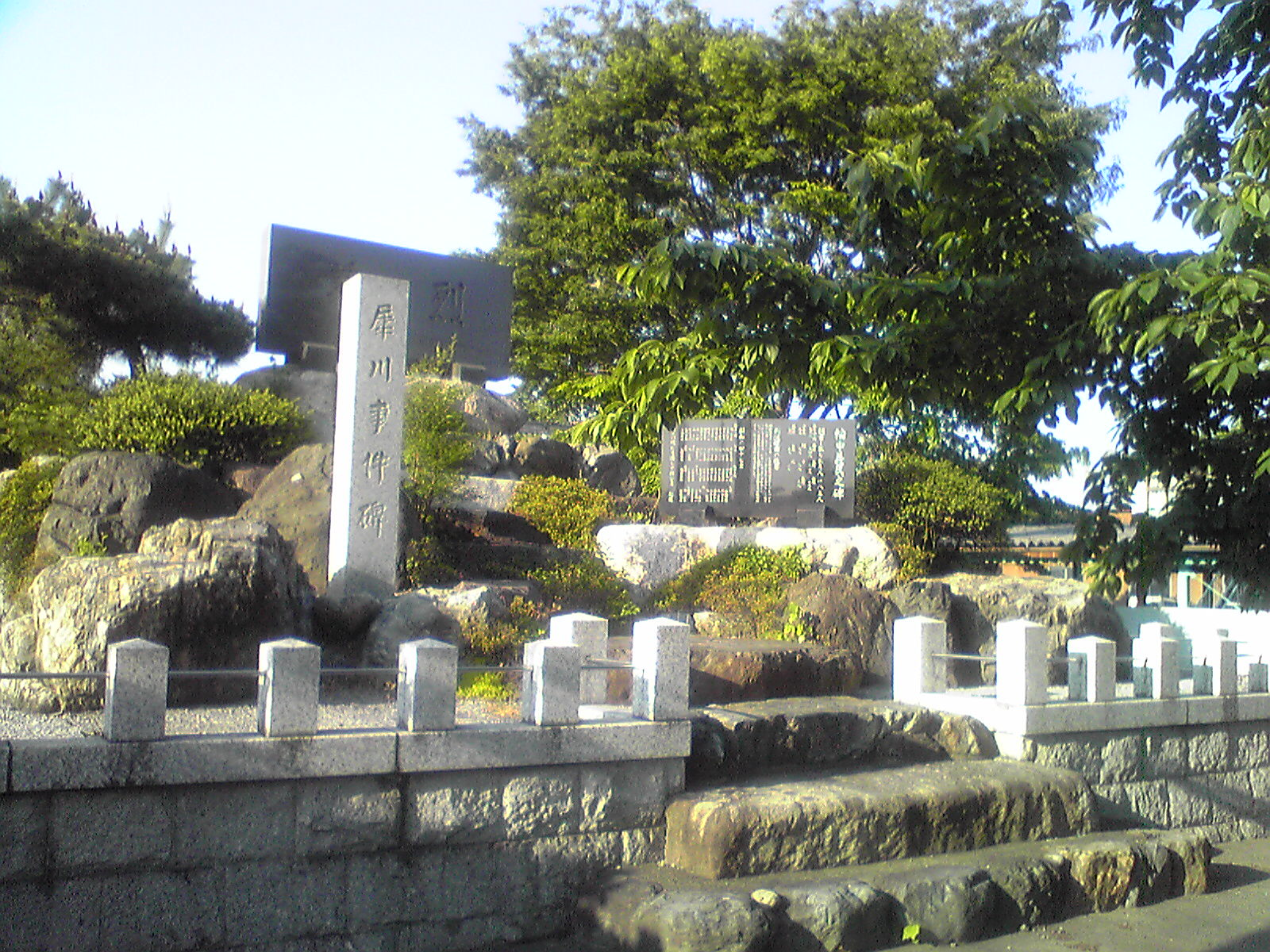
記念碑
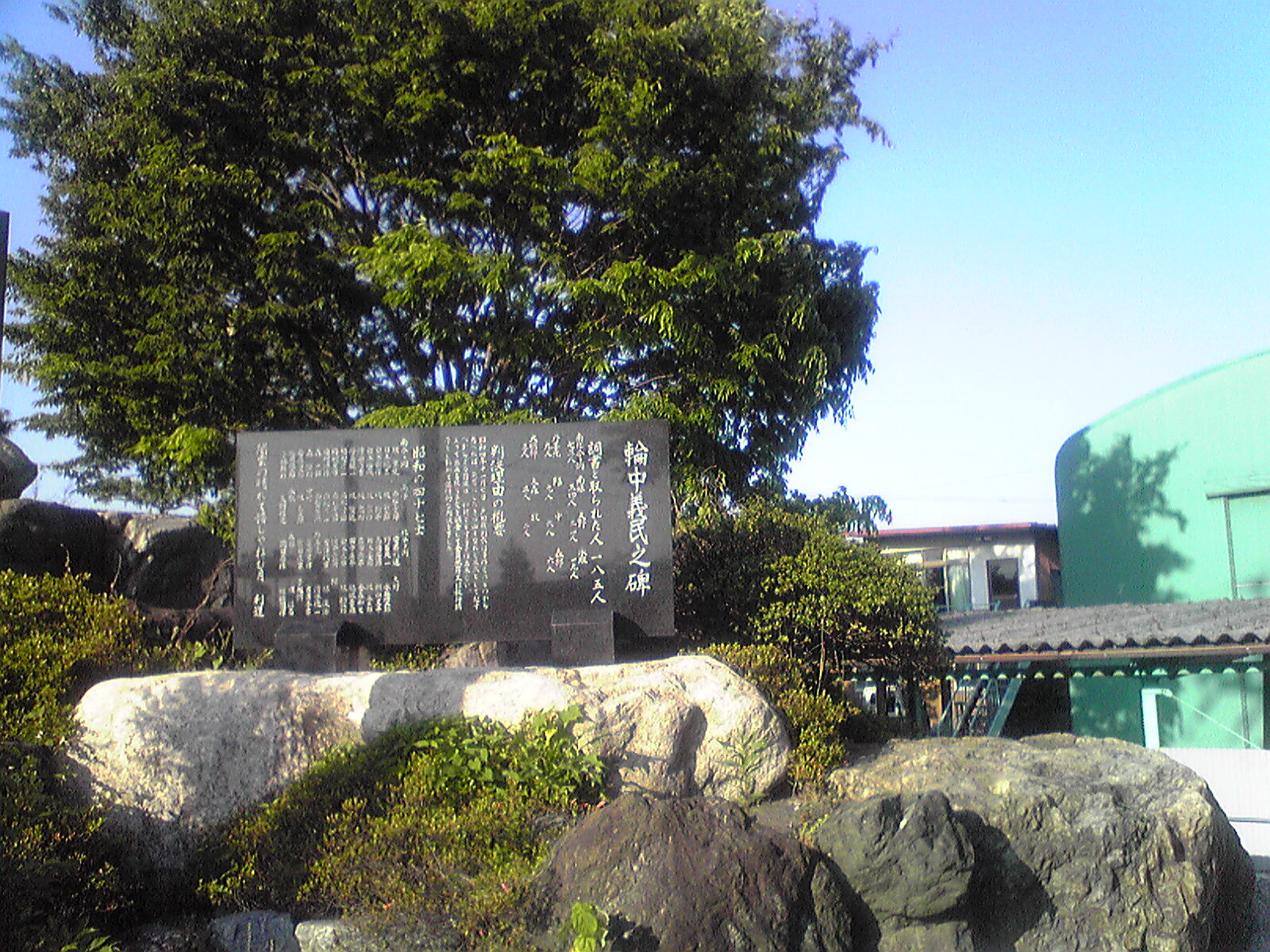
記念碑

## 第2次犀川事件
1938年（昭和13年）7月にこの地域を襲った台風による豪雨によって、本巣郡南部一帯で家屋が屋根まで浸かる大きな被害となった。
この災害では、上流側（本巣郡）は「犀川調整樋門」を開いて犀川の増水を新犀川へと流そうとしたが、下流側（安八郡）と対立して一触即発の事態となる。その際に樋門自体も故障して操作不能になった経験から、長良川へと直接排水も可能となるように「犀川溢流樋門」が整備された。